# Huddinge IF
Huddinge IF, Huddinge Idrottsförening, bildades 1912 av redaktör Otto Hellkvist som inspirerats av de olympiska spelen i Stockholm tidigare under året, där han hade varit medlem av presskommittén. Under många årtionden hade föreningen ett stadigt växande antal grenar på programmet, såsom bandy, bordtennis, cykel, friidrott och skidor.
Fotboll kom med startåret 1912 och blev så småningom den enda verksamheten kvar i klubben. Bandy togs upp första gången 1926 men har lagts ner i någon eller några omgångar. 1962 togs bandyn upp senast. I Huddinge startade trenden med egna utbrutna specialklubbar för varje idrott tidigt. Kommunens kanske mest kända idrottsklubb på senare år, Huddinge Ishockeyklubb med otaliga kval till Elitserien under 1970-, 80- och 90-talen, dock inget avancemang, och som fostrat ett stort antal stora stjärnor bröt sig ur 1950 efter bara tre år som ishockeysektion i Huddinge IF. Runt 1963 tog man upp bordtennis i Huddinge IF, och 1971 blev denna sektion Huddinge BTK. Exemplen är många.
1992 firade Huddinge IF 80 år och hade vid det laget två sektioner, fotboll och bandy. Men 1994 blev till sist fotbollen ensam kvar, då bandyn bildade Huddinge Bandy (i bandysektionen uppgick 1981 också Snättringe SK:s bandy). Huddinge IF är därmed en renodlad fotbollsklubb, en av Stockholms större med cirka 1200 aktiva medlemmar och 70 lag, varav 66 ungdoms- och juniorlag.
Damlaget har som bäst spelat tre säsonger i sträck i division 1 (t.o.m. 2000), motsvarande dagens Elitettan och herrlaget vid tre tidigare tillfällen varit uppe i motsvarande dagens division 1 (division 3 1970, division 2 1989 och 1996), och var tillbaka på denna nivå 2014-15.
Jubileumsåret 2012 firade både dam- och herrlagen klubbens 100 år med seriesegrar, damerna i division 4 med avancemang till trean, och herrarna i division 3, med avancemang till dagens division 2, där de följde upp med ny serieseger 2013 och comeback på tredje högsta nivån för första gången på 18 år.
2014 spelade således damlaget i division 3, och herrlaget i division 1 norra. I Svenska Cupen 2014/15 slog herrlaget först ut Konyaspor från division 2 med 6-0 och fick revansch för dubbla förluster mot laget i serien året innan. I andra omgången ställdes man mot allsvenska Åtvidaberg och via kvittering i 91:a minuten spelade HIF 2-2 under ordinarie tid och förlängning, och vann med 7-6 efter straffläggning. Därmed kvalificerade sig Huddinge för Svenska Cupens gruppspel våren 2015. Seriespelet i division 1 började lysande och Huddinge låg som bäst trea under våren. Under mitten av serien hade man en svacka på sju raka förluster och dalade ner mot nedflyttningsregionerna, men man lyfte lite till i tabellen, låg stundom på sjätte plats och slutade till sist åtta.
Damlaget vann 2014 sin division tre-serie och höll sig kvar i division två 2015 via en mittenplacering.
Herrarna inledde spelåret 2015 med Svenska Cupens gruppspel där man förlorade alla matcher mot allsvenska Häcken, Mjällby från Superettan och Öster från division 1 södra. Seriespelet fick sedan en bedrövlig start och en rejäl uppryckning mot slutet, med inte minst redan klara seriesegrarna Dalkurds enda förlust i sista omgången, räckte inte ända fram. Ett mål till i den matchen hade räckt för att passera Vasalund på samma målskillnad men fler gjorda mål. Nya tag i division två 2016, spel i Södra Svealand där det till slut blev en tredjeplats efter en frenetisk slutspurt. I division 2 har herrlaget sedan hållit sig kvar, ett år tack vare två avslutande helt avgörande segrar utan vilka det hade blivit nedflyttning.

## Spelare

### Truppen
| Nr | Land    | Pos | Namn                    |
| -- | ------- | --- | ----------------------- |
| 1  | Sverige | MV  | Edrisa Bojang           |
| 2  | Sverige | F   | Ousman Touray           |
| 3  | Sverige | F   | Filip Nieminen Eriksson |
| 4  | Sverige | F   | Alexandros Kousis       |
| 5  | Sverige | F   | William Persson         |
| 6  | Sverige | MF  | Omar Laamrani           |
| 7  | Sverige | MF  | Tobias Corneliusson     |
| 8  | Sverige | MF  | Johan Edeland           |
| 9  | Sverige | A   | Kamil Dudziak           |
| 10 | Sverige | A   | August Kaarle           |
| 11 | Sverige | A   | David Nyman             |
| 12 | Sverige | MF  | Herman Johansson        |
| 13 | Sverige | MF  | Joacim Corneliusson     |

| Nr | Land    | Pos | Namn                      |
| -- | ------- | --- | ------------------------- |
| 14 | Sverige | A   | Benoit Bekolo             |
| 16 | Sverige | MF  | Shaun Lomas               |
| 18 | Sverige | F   | Noah Strand               |
| 19 | Sverige | MF  | Tiago Silva Sanchez       |
| 20 | Sverige | F   | Alfredo Martiatu Nordeman |
| 21 | Finland | MF  | Felix Åkerlund            |
| 22 | Sverige | MF  | Adam Hellqvist            |
| 23 | Sverige | MF  | Sebastian Hylén           |
| 24 | Sverige | MF  | Maximilian Lund           |
| 25 | Sverige | F   | Samuel Uddenberg Edgren   |
| 32 | Sverige | MV  | Hassan Ibrahim            |
| 33 | Sverige | MV  | Fabian Bouleau            |
| 34 | Sverige | MV  | Alexander Westberg        |